# Сан Ђовани (Ливорно)
Сан Ђовани је насеље у Италији у округу Ливорно, региону Тоскана.
Према процени из 2011. у насељу је живело 695 становника. Насеље се налази на надморској висини од 48 м.